# Mitropacup 1934
De Mitropacup 1934 was de achtste editie van de internationale beker.
Er namen teams deel uit Oostenrijk, Hongarije, Tsjechoslowakije en Italië. De landskampioen, vicekampioen en bekerwinnaar (of verliezend bekerfinalist) van elk land nam deel. Er werd gespeeld met knock-outsysteem in heen- en terugwedstrijden. Bij gelijke stand na twee wedstrijden zou er een beslissende wedstrijd komen. Alle clubs startten in de 1/8ste finale. Titelverdediger Austria Wien werd in de eerste ronde uitgeschakeld.
Bologna werd voor de tweede keer kampioen.

## 1/8ste finale
| Teams                     | Teams | Teams               | Heen | Terug | Totaalscore | Play-off |
| Ferencvárosi FC           | -     | Floridsdorfer AC    | 8:0  | 2:1   | 10:1        |          |
| SK Kladno                 | -     | Ambrosiana-Inter    | 1:1  | 3:2   | 4:3         |          |
| AGC Bologna               | -     | Bocskai SC Debrecen | 2:0  | 1:2   | 3:2         |          |
| SK Slavia Praag           | -     | SK Rapid Wien       | 1:3  | 1:1   | 2:4         |          |
| FK Austria Wien           | -     | Újpest FC           | 1:2  | 1:2   | 2:4         |          |
| Juventus                  | -     | Teplitzer FK        | 4:2  | 1:0   | 5:2         |          |
| SK Admira Wien            | -     | AC Napoli           | 0:0  | 2:2   | 2:2         | 5:0      |
| Hungária FC MTK Boedapest | -     | AC Sparta Praag     | 4:5  | 2:1   | 6:6         | 2:5      |
| Hungária FC MTK Boedapest | -     | AC Sparta Praag     | 2:1  | 1:2   | 3:3         | 1:1      |

Nadat Hungária de play-off wedstrijd van Sparta verloren had diende de club klacht in omdat Sparta met Faczinek een niet-speelgerechtigde speler opstelde. Het comité annuleerde alle drie de wedstrijden en liet alles opnieuw spelen. Nadat er opnieuw een gelijk stand was kwam er weer een play-off. Ook deze bleef onbeslist na verlengingen waardoor kruis of munt bepaalde wie naar de volgende ronde ging, Sparta won.

## Kwartfinale
| Teams           | Teams | Teams           | Heenwedstrijd | Terugwedstrijd | Totaalscore |
| Ferencvárosi FC | -     | SK Kladno       | 6:0           | 1:4            | 7:4         |
| Újpest FC       | -     | Juventus        | 1:3           | 1:1            | 2:4         |
| AGC Bologna     | -     | SK Rapid Wien   | 6:1           | 1:4            | 7:5         |
| SK Admira Wien  | -     | AC Sparta Praag | 4:0           | 2:3            | 6:3         |

## Halve finale
| Teams           | Teams | Teams       | Heenwedstrijd | Terugwedstrijd | Totaalscore |
| Ferencvárosi FC | -     | AGC Bologna | 1:1           | 1:5            | 2:6         |
| SK Admira Wien  | -     | Juventus    | 3:1           | 1:2            | 4:3         |

## Finale
| Teams          | Teams | Teams       | Heenwedstrijd | Terugwedstrijd | Totaalscore |
| SK Admira Wien | -     | AGC Bologna | 3:2           | 1:5            | 4:7         |

1927 · 1928 · 1929 · 1930 · 1931 · 1932 · 1933 · 1934 · 1935 · 1936 · 1937 · 1938 · 1939 · 1940 · 1951 · 1955 · 1956 · 1957 · 1958 · 1959 · 1960 · 1961 · 1962 · 1963 · 1964 · 1965 · 1966 · 1967 · 1968 · 1969 · 1970 · 1971 · 1972 · 1973 · 1974 · 1975 · 1976 · 1977 · 1978 · 1980 · 1981 · 1982 · 1983 · 1984 · 1985 · 1986 · 1987 · 1988 · 1989 · 1990 · 1991 · 1992